# Динк
Динк е село в Южна България. То се намира в община Марица, област Пловдив.

## География
Село Динк се намира в Горнотракийската низина на 16 км североизточно от град Пловдив на надморска височина 100-199 м. Площта на селото е 588,3 ха.

## История
В землището на село Динк в годините на османската власт е имало само арменски чифлици, построени приблизително през 1850 г. Първата къща, построена през 1872 г., е била на Георги Николов Бодуров, дошъл от село Ситово през 1872 г. На река Аврамица е имало воденица за люпене на ориз, която се е казвала Динката. Около нея се заселват от околните села Крислово, Калековец, Ръжево Конаре първите жители на селото, наричано тогава „Динк махала“. Впоследствие се заселват цели родове от селата Ситово, Дедево, Храбрино, Добралък, Старо Железаре и Хисаря.

## Население
Численост на населението според преброяванията през годините:
| \| Година на преброяване \| Численост \| \| --------------------- \| --------- \| \| 1934 \| 518 \| \| 1946 \| 647 \| \| 1956 \| 646 \| \| 1965 \| 604 \| \| 1975 \| 601 \| \| 1985 \| 610 \| \| 1992 \| 647 \| \| 2001 \| 766 \| \| 2011 \| 865 \| \| 2021 \| 881 \| |           |
| Година на преброяване | Численост |
| 1934 | 518       |
| 1946 | 647       |
| 1956 | 646       |
| 1965 | 604       |
| 1975 | 601       |
| 1985 | 610       |
| 1992 | 647       |
| 2001 | 766       |
| 2011 | 865       |
| 2021 | 881       |

### Етнически състав
Преброяване на населението през 2011 г.
Численост и дял на етническите групи според преброяването на населението през 2011 г.:
|                     | Численост | Дял (в %) |
| Общо                | 865       | 100.00    |
| Българи             | 580       | 67.05     |
| Турци               | 255       | 29.47     |
| Цигани              | 10        | 1.15      |
| Други               |           |           |
| Не се самоопределят |           |           |
| Неотговорили        | 18        | 2.08      |

## Културни и природни забележителности
Местната църква – „Успение Богородично“ – според преданията е построена върху стара римска сграда. През 1928 г. е разрушена от земетресение. Впоследствие е възстановена.
Първото училище в село Динк е открито 1905 г. в частна сграда. То продължило да функционира като частно училище до 1912-1913 г., когато става държавно. Първото училище, построено със средства от населението, е разрушено от земетресението през 1928 г. През 1929 г. е построена сградата на сегашното училище „Отец Паисий“.
Читалището на име „Просвета“ – е открито през 1938 г. През 2007 г. е реставрирано.
В село Динк се издига исторически паметник на убит антифашист Стоян Танкин (Касаба) от село Стряма.